# Polizia locale (Italia)
La polizia locale in Italia è un servizio di polizia che svolge la propria attività in un determinato ente locale dal quale dipende, con competenze in vari settori. 
Può essere organizzata in Corpi o Servizi (a seconda del numero di agenti ed ufficiali) incardinati all' interno dell'ente locale dal quale dipende (ad esempio polizia municipale se dipende dal Comune, polizia provinciale se dipendente da Provincia / Città Metropolitana).

## Descrizione e competenze
Si tratta di corpi o servizi di polizia che possono essere costituiti dagli enti locali italiani della pubblica amministrazione italiana. Detti Corpi/Servizi possono essere creati e gestiti da Enti Locali anche tra loro consorziati, come nel caso di una unione di comuni o di una comunità montane; queste forme della polizia locale sono disciplinate dalla legge 7 marzo 1986, n. 65. Ad esempio, nel caso della Polizia Locale/Municipale, la definizione formale è quella di "Corpo (o servizio) di Polizia Locale"  o anche "Corpo (o servizio) di Polizia Municipale", mentre la Polizia Provinciale o Metropolitana è alle dipendenze delle relativa Provincia o Città Metropolitana di riferimento, in questo caso la definizione formale è quella di  "Corpo (o servizio) di polizia provinciale" o "metropolitana". Per "Polizia Locale" si intende genericamente il complesso dei Corpi o Servizi di Polizia Locale.

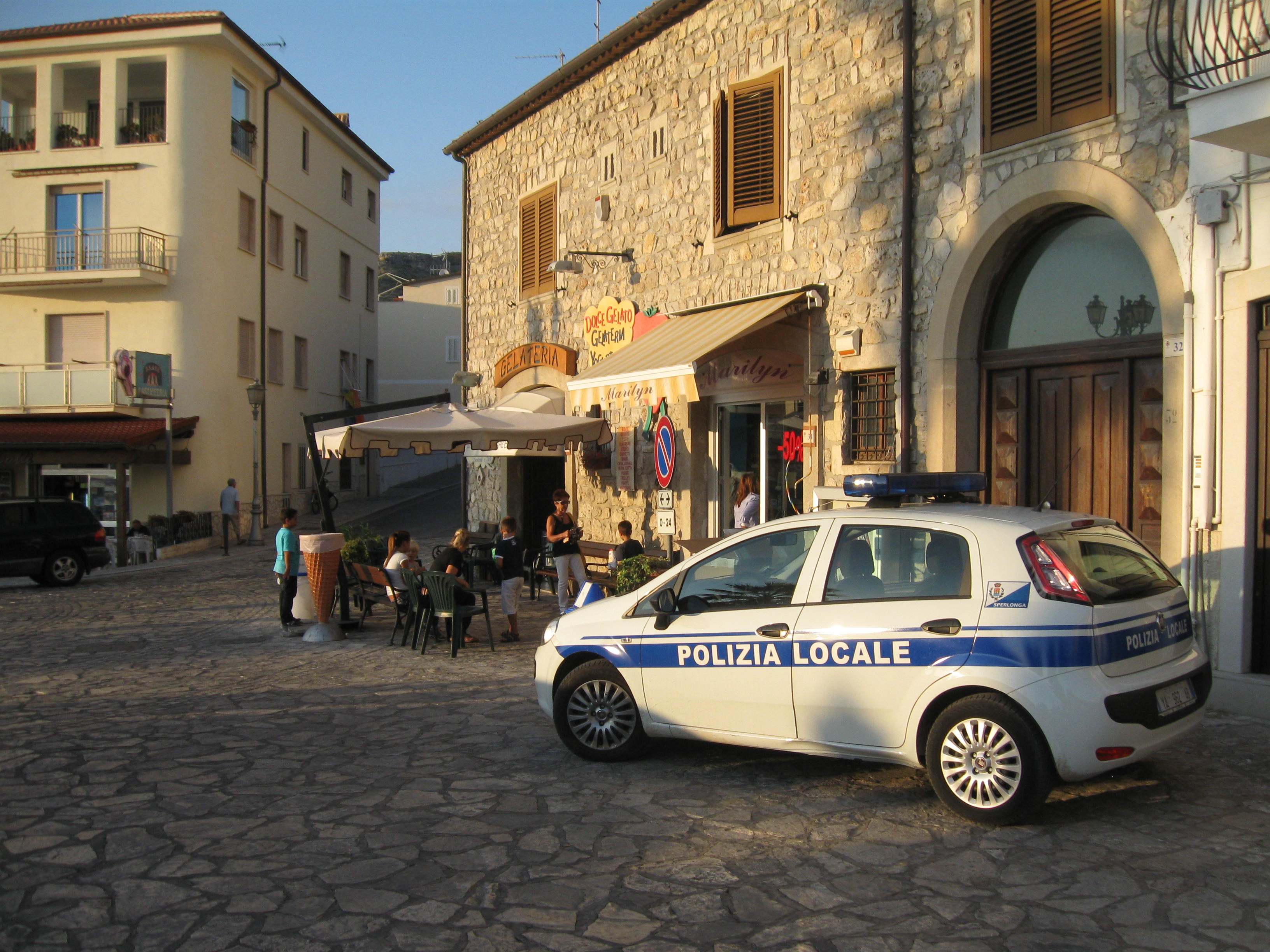
Fiat Punto Evo della Polizia Locale di Sperlonga.

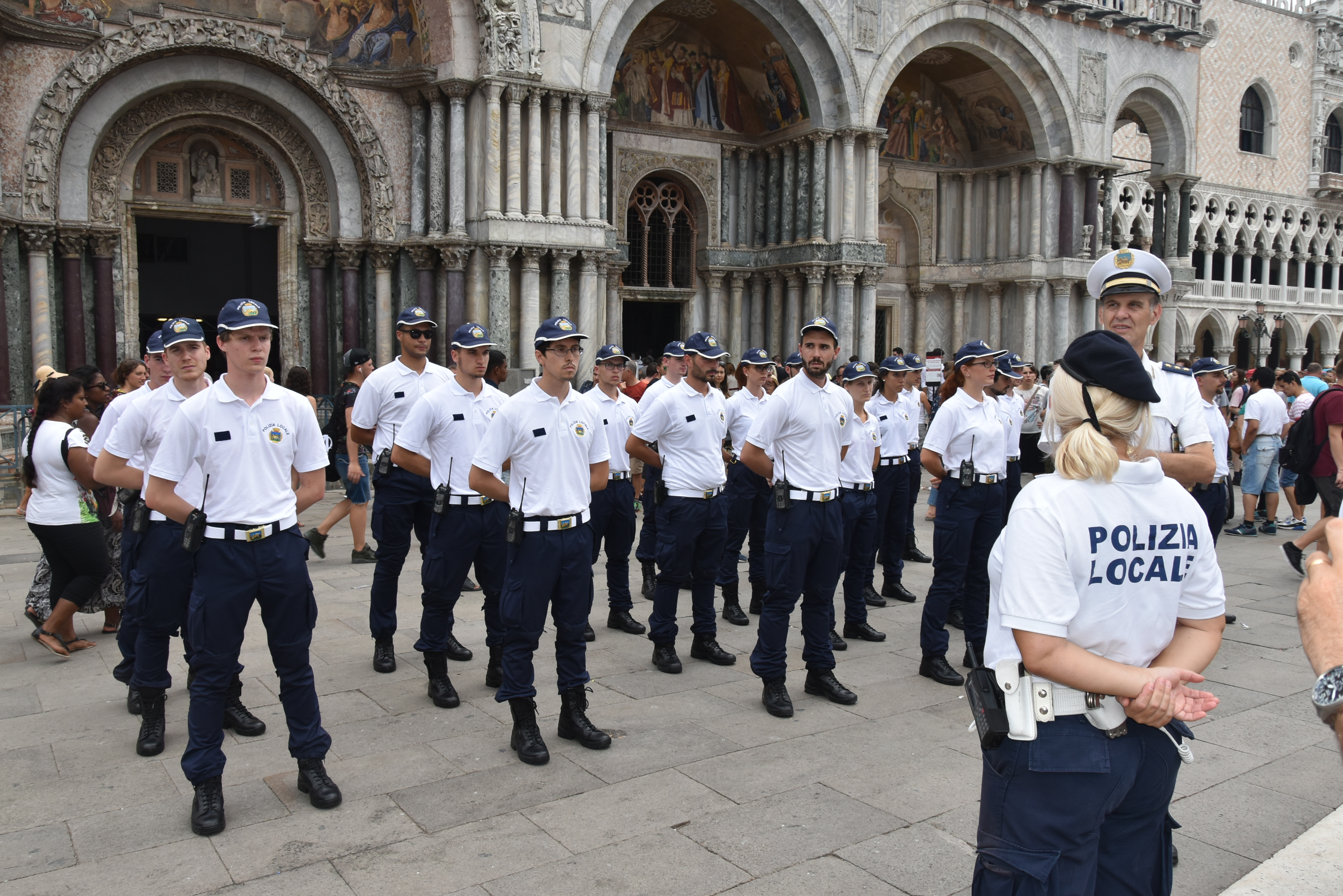
Rassegna di alcuni agenti di polizia locale neo assunti del Comune di Venezia. La Polizia Locale è Forza dell' Ordine ad ordinamento civile degli Enti Locali ma ha un'organizzazione militare

Per quanto riguarda le funzioni di polizia amministrativa, la Polizia Locale esegue gli indirizzi impartiti dagli Organi di Governo dell'Ente dal quale dipende (controlli sul rispetto di Ordinanze, regolamenti comunali ecc.), mentre per le funzioni di polizia giudiziaria e di pubblica sicurezza gli Agenti ed Ufficiali di Polizia Locale sono invece sottoposti all'autorità statale come ogni altra forza di polizia (rispettivamente la Procura della Repubblica ed il Prefetto territorialmente competenti).
Le regioni italiane possono legiferare per regolamentare i gradi, la formazione specifica, le uniformi e le livree dei mezzi secondo quanto disposto a livello nazionale dalla legge 22 luglio 1975, n. 382 e dalla legge 7 marzo 1986, n. 65.
In Sardegna operano inoltre le Compagnie Barracellari, un corpo di polizia rurale tra i più antichi d'Europa. Si tratta di servizi di polizia locale che non esistono in nessun' altra Regione, composti da personale che opera sul territorio di propria competenza alla stregua degli altri corpi di polizia locale ma che svolge funzioni peculiari in materia di tutela della proprietà agricola, contrasto ai reati in ambiente rurale - ambientale, vigila sull'osservanza dei Regolamenti e delle Ordinanze, svolge attività di tutela ambientale e di vigilanza venatoria, oltre ad esercitare le funzioni di Polizia Giudiziaria, Pubblica Sicurezza e Polizia amministrativa comuni a tutte le Forze dell'Ordine (medesime qualifiche di tutte le forze di polizia locale).
Le Compagnie Barracellari, nell'ambito delle proprie funzioni svolgono inoltre supporto alla popolazione in occasione di calamità naturali, concorrendo nelle attività di protezione civile ed antincendio, fornendo inoltre supporto al personale delle altre forze di polizia locali e statali nel mantenimento della sicurezza e dell'Ordine Pubblico, specie in ambito rurale, boschivo o campestre.

## Armamento e dotazione
Gli agenti ed ufficiali di polizia locale in possesso della qualifica di "agente di pubblica sicurezza", possono portare senza licenza l'arma da fuoco assegnata personalmente per esigenze legate alle attività di servizio. La scelta riguardante l'armamento spetta ai singoli consigli comunali / provinciali (in caso di polizia provinciale o metropolitana), che deliberano un apposito regolamento che disciplini la quantità ed il modello delle armi. È consentito dotare i corpi di polizia locale di armi corte quali pistole semi automatiche o revolver, ed è consentita inoltre la dotazione di armi lunghe per i servizi di polizia rurale e venatoria. Il regolamento sull'armamento e sulle dotazioni del Corpo / Servizio di polizia locale prevede anche la dotazione di strumenti e presidi tattici difensivi, quali,  ad esempio il Taser,  lo spray OC anti aggressione, bastoni estendibili/ distanziatori/ sfollagente/ mazzette di segnalazione o tonfa, G.A.P (Giubbotto Anti-Proiettile), guanti Anti-Taglio, Caschi Anti-Sommossa, scudi protettivi. Detti dispositivi devono rispettare determinati requisiti previsti dalla legge. I singoli regolamenti locali stabiliscono anche le tipologie di attività da svolgere eventualmente senza armi (servizi di rappresentanza in alta uniforme, servizi interni all' ufficio ecc.).

## Classificazione

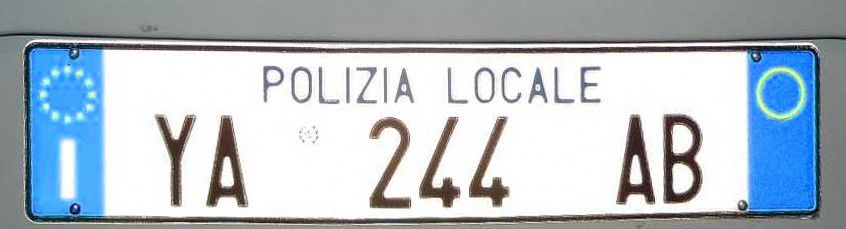
Targa automobilistica della polizia locale.

I principali corpi e servizi di polizia locale sono:
- la polizia municipale: ogni singolo comune italiano può dotarsi di un corpo di questo tipo con funzione di polizia locale;[5] esso ha compiti di polizia amministrativa, polizia giudiziaria, polizia stradale, polizia Tributaria ed anche funzioni di protezione civile e di pubblica sicurezza, anche in ambito di specifiche operazioni.
- la polizia provinciale o metropolitana: dipendente dalla provincia o città metropolitana con le funzioni di polizia giudiziaria, polizia amministrativa, polizia stradale, polizia ambientale, polizia ittico-venatoria, polizia faunistica ed altro e funzioni ausiliarie di pubblica sicurezza.
- la polizia regionale, nelle regioni a Statuto speciale e di eventuale istituzione in quelle a statuto ordinario i sensi del decreto legislativo 31 marzo 1998, n. 112. La Regione Liguria a partire dal 2019 e la Regione Puglia dal 2015 hanno istituito corpi di polizia locale regionale denominati "vigilanza regionale" con compiti di controllo in materia faunistico-ambientale. Tali corpi regionali sono stati istituiti previo scioglimento delle polizie provinciali delle due regioni, utilizzando le risorse umane e strumentali di queste ultime. La polizia locale regionale della Liguria e quella della Puglia svolgono su tutto il territorio regionale attività di polizia ambientale, polizia rurale, vigilanza venatoria, ittica e faunistica, contrasto al bracconaggio, polizia idraulica e controllo delle riserve naturali regionali e dei parchi. Assumendo, di fatto, tutti i compiti prima affidati alle polizie provinciali.
- le compagnie barracellari: dipendono dai comuni od Unioni di Comuni ed esistono solo in Sardegna. Ogni comune sardo può dotarsi di questo antico corpo di polizia rurale. Ogni singolo comando ha competenza sul territorio di appartenenza. I Barracelli svolgono funzioni di polizia amministrativa, giudiziaria, ambientale, demaniale, venatoria e ittica, faunistica, protezione civile e funzioni di pubblica sicurezza. I barracelli operano prevalentemente in ambito rurale, talvolta anche in ambito urbano a supporto delle altre forze dell'Ordine, ed hanno come finalità principale la salvaguardia del patrimonio ambientale, prevenzione e repressione dell'abigeato e dei furti nelle aree rurali, vigilano sull'osservanza dei regolamenti e delle Ordinanze in ambiente rurale e campestre, si occupano inoltre di protezione civile, prevenzione e repressione degli incendi boschivi.[6] Anche i Barracelli, per quanto riguarda il loro armamento, sono soggetti alla medesima normativa vigente per tutti i Corpi o Servizi di Polizia Locale, svolgendo quindi generalmente il loro servizio con armi e dispositivi per difesa personale.

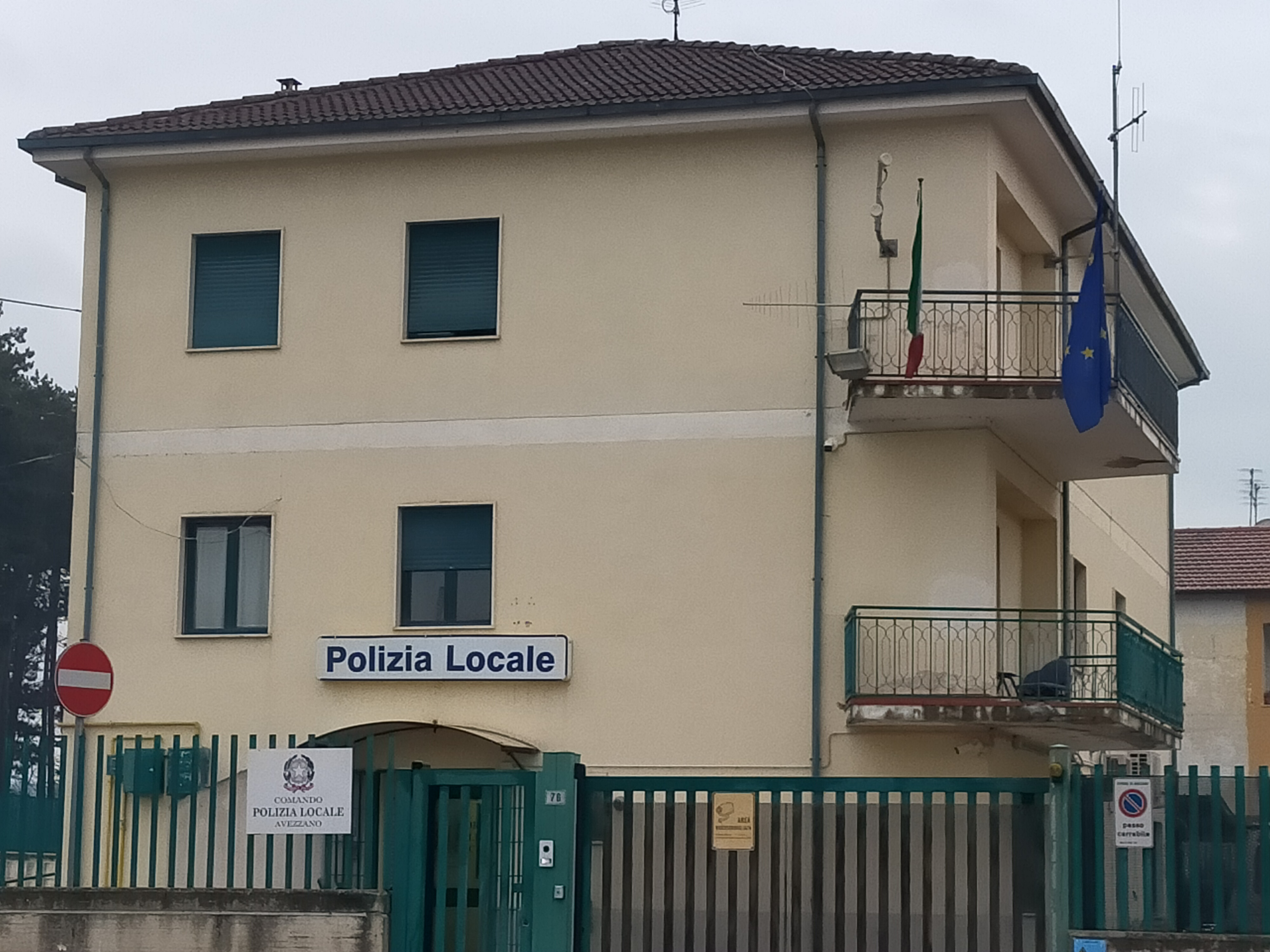
Comando di polizia locale di Avezzano

## Denominazione nelle lingue minoritarie d'Italia

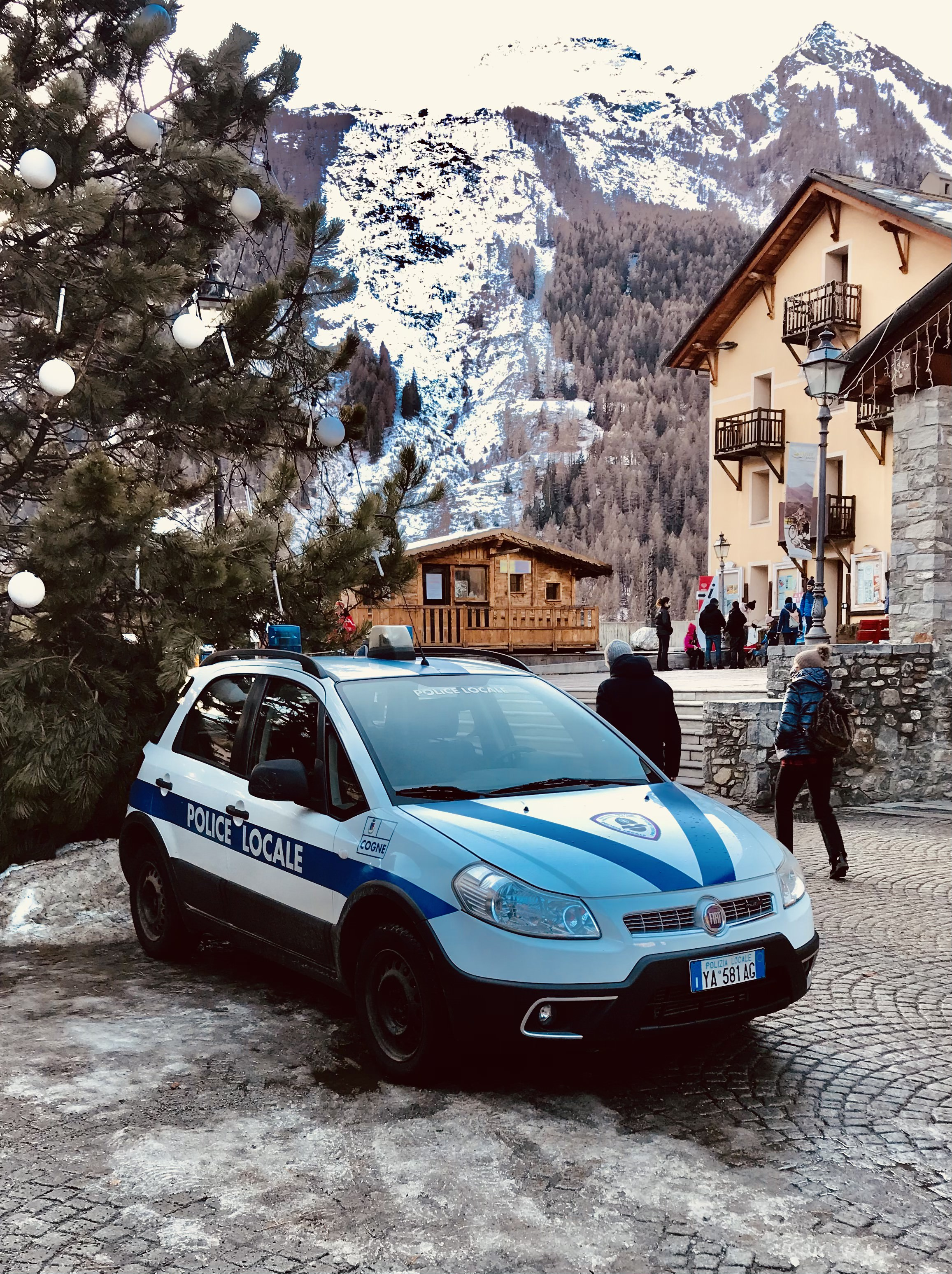
Automobile della polizia locale a Cogne

Nelle regioni a statuto speciale in cui vige un regime di bilinguismo, la denominazione Polizia locale è stata resa nelle seguenti varianti:
- Per la Valle d'Aosta, bilingue italiano/francese, Police locale;
- Per la provincia autonoma di Bolzano, bilingue italiano/tedesco, Ortspolizei in tedesco, a cui si aggiunge Polizai de chemun in ladino nei comuni di lingua ladina (trilingui italiano/tedesco/ladino);
- In Friuli-Venezia Giulia, per i comuni delle ex province di Trieste, Gorizia e Udine il cui statuto prevede il bilinguismo italiano/sloveno, Lokalna policija[7].
- In Friuli-Venezia Giulia, nei comuni bilingui Italiano-Friulano, Polizie municipâl.[8]

## I nuclei specializzati
I comuni italiani possono inoltre istituire nuclei o reparti specialistici di polizia locale, per esempio:
- Nucleo anti-degrado (spaccio, reati predatori, criminalità diffusa, prostituzione, mendicità molesta)
- Nucleo pronto intervento (motociclistico o automontato, personale specializzato per interventi urgenti a disposizione della centrale operativa).
- Nucleo territoriale (controllo del territorio ed affari generali)
- Nucleo polizia amministrativa (verifiche occupazione suolo pubblico, segnaletica, accertamenti di residenza, notificazione di atti).
- Nucleo polizia giudiziaria (attività di indagine delegata dall'Autorità Giudiziaria o su iniziativa).
- Nucleo polizia stradale / viabilità (controlli sul rispetto del Codice della Strada, gestione dei flussi di traffico)
- Nucleo polizia annonaria[non chiaro] / commerciale (controlli presso attività produttive, negozi e mercati, gestione di fiere e mercati cittadini, servizi a tutela del consumatore)
- Nucleo polizia sanitaria (verifiche in materia igienico sanitaria)
- Nucleo polizia venatoria (attività tipica della polizia provinciale)
- Nucleo polizia tributaria (tributi dell'ente locale)
- Nucleo polizia edilizia (verifiche in materia edilizia e paesaggistica, contrasto ad abusi edilizi)
- Nucleo ambientale ( servizi di polizia forestale, controllo sversamenti di rifiuti e verifiche sul corretto smaltimento da parte di aziende o privati, tutela del verde pubblico)
- Nucleo cinofili (Ufficiali ed Agenti opportunamente addestrati alla conduzione di cani per l'intercettazione di sostanze illecite, quand'anche esplosivi, valuta, dispositivi elettronici, nonché per mansioni di prevenzione, deterrenza, ausilio per Ordine Pubblico, scovo o ricerca di soggetti)
- Nucleo A.P.R. (Droni): Ufficiali ed Agenti abilitati al pilotaggio remoto di velivoli, per un efficace supporto logistico in tutte le attività istituzionali del Corpo, nonché ad integrazione dell'operatività in ambito di Protezione Civile.
- Nucleo nautico (in località marittime o sui maggiori laghi, controllo della viabilità nautica e soccorso)
- Nucleo anti abusivismo (verifiche in materia commerciale ed anti contraffazione)
- Nucleo motociclisti (spesso incardinato all' interno del nucleo di pronto intervento)
- Nucleo speciale emergenze (TSO, ordine pubblico, sgomberi, antiterrorismo)
- Nucleo ciclisti (servizi di prossimità in bicicletta, spesso in aree ciclo pedonali, centri storici e parchi pubblici).
- Nucleo polizia di prossimità / Vigilanza di quartiere (servizi di controllo del territorio capillare spesso svolto appiedato)
- Nucleo centrale operativa (gestione degli interventi del personale esterno, supporto alle pattuglie ed ai nuclei nella conclusione degli interventi)
- Nucleo investigativo (spesso incardinato nel nucleo di Polizia Giudiziaria)
- Nucleo protezione civile (gestione e coordinamento delle forze di Protezione Civile e di Polizia Locale)
- Nucleo tutela minori e fasce deboli (spesso incardinato nel nucleo di Polizia Giudiziaria)
- Nucleo tutela animali (spesso incardinato nel nucleo ambiente)